# Kategoria e Parë 1966/67
Die Kategoria e Parë 1966/67 (sinngemäß: Erste Liga) war die 29. Austragung der albanischen Fußballmeisterschaft und wurde vom nationalen Fußballverband Federata Shqiptare e Futbollit ausgerichtet.

## Saisonverlauf
Die Liga umfasste wie in den Vorsaisons zwölf Teams. 1965/66 war KF Erzeni Shijak aus der Kategoria e Parë abgestiegen, für die neue Spielzeit stieg KS Luftëtari Gjirokastra nach zweijähriger Abstinenz wieder in die erste Spielklasse auf. Titelverteidiger war 17 Nëntori Tirana.
Die Meisterschaft wurde in einer regulären Spielzeit mit Hin- und Rückrunde ausgetragen. Jedes Team trat zwei Mal gegen jede andere Mannschaft an. Einen Absteiger gab es in dieser Spielzeit nicht, da die Spielklasse zur neuen Saison auf 14 Teams aufgestockt wurde. Zudem wurde wieder auf den Spielrhythmus im Kalenderjahr umgestellt, sodass in der zweiten Jahreshälfte 1967 kein Erstliga-Fußball geboten wurde. Der Meister zog in den Europapokal der Landesmeister ein, wo er aber nicht antrat.
Insgesamt fielen 304 Tore, was einem Schnitt von 2,4 Treffern pro Partie entspricht. Torschützenkönig mit 19 Treffern wurde Medin Zhega von KS Vllaznia Shkodra.
17 Nëntori Tirana war auf dem Weg zum dritten Titel in Folge. Am viertletzten Spieltag machte der bis dahin ungeschlagene Klub mit einem 2:1-Sieg im Derby gegen Partizani Tirana einen wichtigen Schritt in Richtung Titel. Doch einen Tag nach dem Match vor einer Rekordkulisse im Qemal-Stafa-Stadion fand ein Treffen des nationalen Fußballverbands FhSF statt. Dieser entschied auf Grund des "inkorrekten Auftretens" der Mannschaften, das Spiel mit 0:3 gegen beide Vereine zu werten. Zudem wurden auch die letzten drei Partien beider Klubs jeweils mit 0:3 gewertet, sodass Nëntori den Titel noch an Dinamo Tirana verlor. Für Partizani reichte es wegen der Abzüge sogar nur zu Rang fünf. Diese Entscheidung des Verbandes ist bis heute nicht nachvollziehbar. Es wird jedoch stark vermutet, dass sie auf Grund von Einflussnahme der Regierung getätigt wurde. Der Armeeklub Dinamo hatte seit 1960 nicht mehr ganz oben gestanden, und nun wünschte die Führung, Dinamo wieder an der Spitze zu sehen. Eine solche Entscheidung ist in der Geschichte des Fußballs einmalig. Durch sie schoben sich Besa Kavaja und Skënderbeu Korça, im Vorjahr noch Siebter und Achter, auf die Plätze drei und vier hinter Nëntori und dem Meister am grünen Tisch. Punktgleich mit Korça und Partizani belegte Vllaznia Shkodra mit Schützenkönig Medin Zhega den sechsten Platz. Es folgten Tomori Berat, Labinoti Elbasan, Lokomotiva Durrës, Traktori Lushnja und Flamurtari Vlora. Mit Luftëtari Gjirokastra wurde zum vierten Mal in Folge ein Aufsteiger Tabellenletzter. Luftëtari profitierte aber von der Aufstockung der Liga, weswegen die Klasse trotzdem gehalten wurde.

## Vereine
| Verein                   | Logo                                  | Stadt       |
| ------------------------ | ------------------------------------- | ----------- |
| Lokomotiva Durrës        | Logo Teuta Durrës                     | Durrës      |
| KS Traktori Lushnja      | Logo von KS Lushnja                   | Lushnja     |
| Labinoti Elbasan         | Logo KS Elbasani                      | Elbasan     |
| KS Skënderbeu Korça      | Logo Skënderbeu                       | Korça       |
| KS Vllaznia Shkodra      | Logo FK Vllaznia Shkoder              | Shkodra     |
| 17 Nëntori Tirana        | Logo SK Tirana                        | Tirana      |
| KS Flamurtari Vlora      | Logo Flamurtari Vlora                 | Vlora       |
| FK Partizani Tirana      | Logo FK Partizani Tirana              | Tirana      |
| KS Dinamo Tirana         | Logo Dinamo Tirana                    | Tirana      |
| KS Besa Kavaja           | Logo KS Besa Kavajë                   | Kavaja      |
| FK Tomori Berat          | Vereinslogo von FK Tomori             | Berat       |
| KS Luftëtari Gjirokastra | Vereinslogo von Luftëtari Gjirokastër | Gjirokastra |

## Abschlusstabelle
| Pl. | Verein                       | Sp. | S  | U  | N  | Tore    | Quote | Punkte |
| --- | ---------------------------- | --- | -- | -- | -- | ------- | ----- | ------ |
| 1.  | KS Dinamo Tirana             | 22  | 17 | 4  | 1  | 059:190 | 3,11  | 38:60  |
| 2.  | 17 Nëntori Tirana (M)        | 22  | 15 | 3  | 4  | 043:250 | 1,72  | 33:11  |
| 3.  | KS Besa Kavaja               | 22  | 9  | 8  | 5  | 025:150 | 1,67  | 26:18  |
| 4.  | KS Skënderbeu Korça          | 22  | 9  | 7  | 6  | 024:130 | 1,85  | 25:19  |
| 5.  | FK Partizani Tirana          | 22  | 9  | 7  | 6  | 036:280 | 1,29  | 25:19  |
| 6.  | KS Vllaznia Shkodra          | 22  | 10 | 5  | 7  | 033:290 | 1,14  | 25:19  |
| 7.  | FK Tomori Berat              | 22  | 7  | 5  | 10 | 020:270 | 0,74  | 19:25  |
| 8.  | Labinoti Elbasan             | 22  | 6  | 5  | 11 | 018:300 | 0,60  | 17:27  |
| 9.  | Lokomotiva Durrës            | 22  | 3  | 10 | 9  | 013:240 | 0,54  | 16:28  |
| 10. | KS Traktori Lushnja          | 22  | 4  | 8  | 10 | 019:340 | 0,56  | 16:28  |
| 11. | KS Flamurtari Vlora          | 22  | 2  | 8  | 12 | 019:380 | 0,50  | 12:32  |
| 12. | KS Luftëtari Gjirokastra (N) | 22  | 2  | 6  | 14 | 013:460 | 0,28  | 10:34  |

| (M) | amtierender albanischer Meister |
| (N) | Neuaufsteiger                   |

## Kreuztabelle
| 1966/67                  | KS Dinamo Tirana | 17 Nëntori Tirana | KS Besa Kavaja | KS Skënderbeu Korça | FK Partizani Tirana | KS Vllaznia Shkodra | FK Tomori Berat | Labinoti Elbasan | Lokomotiva Durrës | Traktori Lushnja | KS Flamurtari Vlora | KS Luftëtari Gjirokastra |
| KS Dinamo Tirana         |                  | 2:2               | 2:1            | 2:1                 | 3:0 2               | 3:2                 | 7:3             | 3:0              | 2:0               | 9:2              | 4:0                 | 3:0                      |
| 17 Nëntori Tirana        | 3:1              |                   | 4:1            | 2:1                 | -:- 1               | 3:2                 | 0:3 2           | 3:1              | 2:0               | 3:0              | 2:1                 | 5:1                      |
| KS Besa Kavaja           | 0:1              | 1:1               |                | 2:0                 | 3:0 2               | 2:1                 | 1:0             | 0:0              | 0:0               | 2:1              | 2:1                 | 3:0                      |
| KS Skënderbeu Korça      | 0:2              | 0:0               | 1:0            |                     | 0:0                 | 2:1                 | 0:1             | 2:1              | 1:0               | 0:0              | 1:1                 | 5:0                      |
| FK Partizani Tirana      | 2:2              | 2:3               | 0:0            | 0:3 2               |                     | 4:0                 | 0:1             | 1:0              | 4:0               | 2:0              | 2:2                 | 4:0                      |
| KS Vllaznia Shkodra      | 0:0              | 0:2               | 1:3            | 0:0                 | 2:2                 |                     | 2:1             | 3:0              | 1:1               | 3:1              | 2:2                 | 1:0                      |
| FK Tomori Berat          | 0:2              | 0:2               | 1:1            | 1:0                 | 1:1                 | 0:1                 |                 | 1:0              | 0:1               | 1:3              | 1:0                 | 1:0                      |
| Labinoti Elbasan         | 0:0              | 0:2               | 0:0            | 0:4                 | 0:4                 | 0:1                 | 2:1             |                  | 1:0               | 0:0              | 4:2                 | 1:2                      |
| Lokomotiva Durrës        | 0:2              | 3:0 2             | 0:0            | 0:1                 | 3:3                 | 0:1                 | 0:0             | 0:2              |                   | 0:0              | 0:0                 | 1:1                      |
| KS Traktori Lushnja      | 1:3              | 3:0 2             | 0:3            | 0:0                 | 0:1                 | 0:1                 | 0:0             | 0:2              | 1:1               |                  | 1:0                 | 3:0                      |
| KS Flamurtari Vlora      | 0:3              | 0:1               | 1:0            | 0:2                 | 1:2                 | 2:3                 | 2:2             | 1:4              | 1:1               | 1:1              |                     | 0:0                      |
| KS Luftëtari Gjirokastra | 2:3              | 0:3               | 0:0            | 0:0                 | 1:2                 | 1:5                 | 2:1             | 0:0              | 1:2               | 2:2              | 0:1                 |                          |

## Die Mannschaft des Meisters Dinamo Tirana
| 1.                 | Dinamo Tirana |
| Logo Dinamo Tirana | Jani Rama, Andrea Bardhoshi, Frederik Gjinali, Mikail Stamo, Naim Hushi, Lorenc Vorfi, Iljaz Ceco, Taip Cutra, Medin Zhega, Saimir Dauti, Janaq Saraci, Clirim Hysi, Foto Stamo, Gani Xhafa, Xhevahir Taushani, Ibrahim Kodra, Durim Shehu, Namik Jareci, Ivan Loli, Shusja, Bujar Hyka, Durim Bako, Koco Dinella, Bulku, Popa, Shpetim Hoxha, Edmond Dilaveri, Mehdi Bushati, Faruk Sejdini – Trainer: Skender Jareci. |